# 石楼中学
石楼中学位于山西省石楼县，是石楼县唯一一所普通高中，2009年被列为山西省示范高中，现有建筑面积26,630平方米，在校学生2,147人，现任校长是李增强。